# Ioan Dragomir
Ioan Dragomir (n. 11 octombrie 1905, Ariniș, din Austro-Ungaria – d. 25 aprilie 1985, București, din România) a fost un ierarh al Bisericii Române Unite cu Roma, care a activat în clandestinitate,  în perioada interdicției cultului greco-catolic din timpul regimului comunist, ca episcop auxiliar pentru Eparhia de Maramureș. 
În anul 1948 era protopop greco-catolic de Satu Mare. A fost arestat, pentru prima dată, în aprilie 1948. În data de 6 martie 1949 arhiepiscopul Gerald Patrick O'Hara, însărcinatul de afaceri al Nunțiaturii Apostolice din România, l-a hirotonit episcop. În această calitate de ierarh greco-catolic Ioan Dragomir a fost urmărit și prigonit de către regimul comunist. După ruperea legăturilor diplomatice dintre România și Vatican în anul 1950, Ioan Dragomir a fost prins, arestat, condamnat și încarcerat. A fost eliberat în 1964, în urma decretului de grațiere a condamnaților politici.
La 19 decembrie 1964 l-a hirotonit preot pe Lucian Mureșan, devenit ulterior arhiepiscop-mitropolit și cardinal. Un an mai târziu, în 1965, l-a hirotonit ca preot pe Alexandru Mesaroș, viitorul episcop român unit al Lugojului, după 1989.
Agostino Casaroli, cardinal secretar de stat și artizan al Ostpolitik, a trimis  preoților și credincioșilor români uniți din Eparhia de Maramureș (scoasă în afara legii, conform autorităților române de atunci), o telegramă de condoleanțe la moartea episcopului Ioan Dragomir, anunțând totodată că Papa Ioan Paul al II-lea a celebrat o Sfântă Liturghie pentru sufletul ierarhului decedat, trimițând totodată și binecuvântarea apostolică pentru toți credincioșii din România.